# 观音寺街道

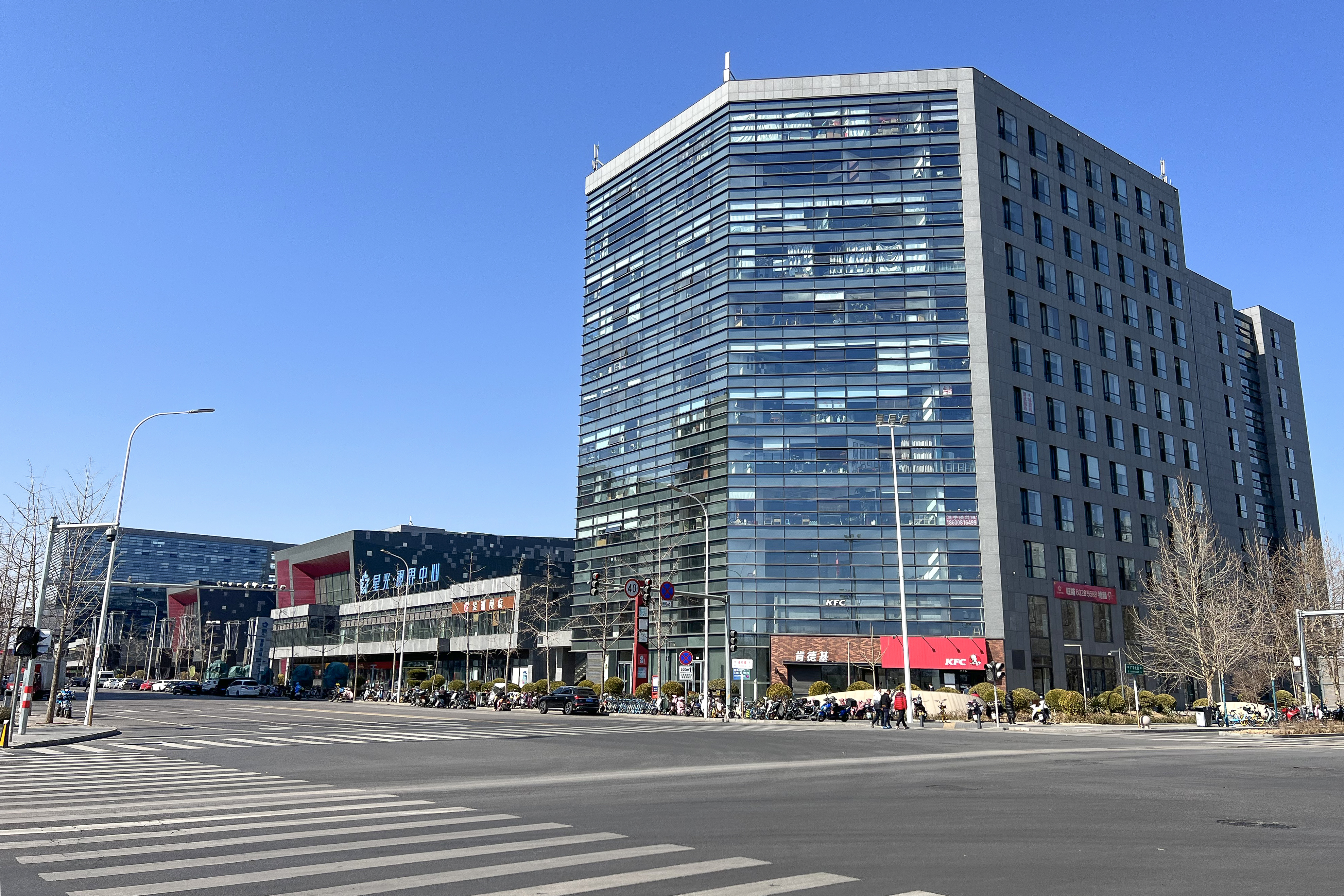
国家新媒体产业基地星光视界中心

观音寺街道是中国北京市大兴区下辖的一个街道。

## 行政区划
观音寺街道下辖19个社区：双河北里社区、新安里社区、团河社区、南湖园社区、观音寺南里社区、观音寺社区、双河南里社区、新居里社区、盛春坊社区、金华里社区、开发区社区、泰中花园社区 、盛春坊社区、观音寺北里社区、首座御园一里社区、首座御园二里社区、首座御园三里社区、首座御园四里社区、双河北里尚城社区。